# McLenBurger – 100% Heimat

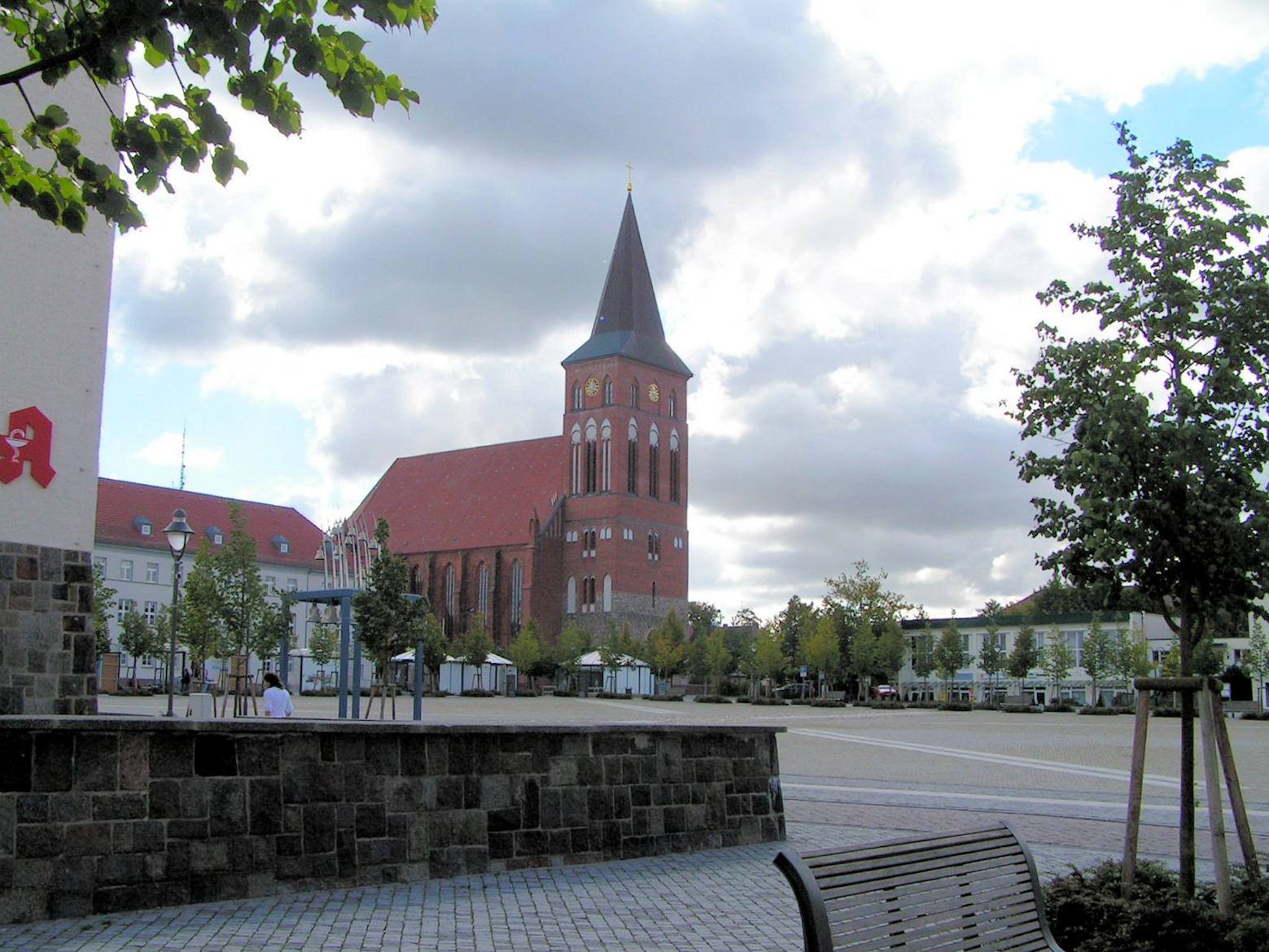
Der Film spielt in Mecklenburg-Vorpommern (Drehort: Marktplatz Pasewalk)

McLenBurger – 100% Heimat ist ein deutscher Fernsehfilm von Markus Herling aus dem Jahr 2022. Der Film wurde am 11. November 2022 erstmals im Fernsehprogramm des Ersten im Rahmen der Reihe Endlich Freitag im Ersten ausgestrahlt.

## Handlung
Vor Jahrzehnten war Hilde Bornowski die jüngste Kantinenchefin der DDR, später hat sie versucht, mit ihrem Sohn Tommie ein eigenes Restaurant aufzumachen. Doch Tommie ist damals schnell ausgestiegen und das Projekt scheiterte daraufhin.
Jetzt arbeitet Hilde unter Tommie bei einer Burgerkette. Da sie wiederholt Probleme hat, sich an die Regeln zu halten, entlässt Tommie sie schließlich. Hildes arbeitsloser Mann Ronnie, ehrenamtlicher Trainer der lokalen Mädchenfußballmannschaft, bittet sie, mit einer Entschuldigung bei Tommie alles aus der Welt zu räumen – doch Hilde plant hingegen, mit ihren Freundinnen Angie und Lore ein eigenes Burgerlokal mit heimischen Produkten anzubieten. Der „McLenBurger“ soll das Markenzeichen werden. Mit dem geschlossenen Sportlokal des Fußballvereins scheint auch schon ein passender Standort gefunden. Die drei Frauen können die Idee beim Arbeitsamt überzeugend verkaufen; für Neugründer besteht die Möglichkeit, entsprechende Zuschüsse zu erhalten, Lore soll mit der Sicherheit ihres Hauses einen Kredit aufnehmen.
Der Vereinsvorstand lehnt die Vermietung des Vereinslokals ab, da Tommies Burgerfiliale die Mädchenmannschaft sponsert und sich der Verein durch die neue Konkurrenz schaden könnte. Aufgeben möchte Hilde aber nicht. Der neue Plan ist jetzt, in Hildes alter Kantine das Burgerlokal aufzumachen, auch wenn hier mehr Geld und Arbeit hineingesteckt werden muss. Doch Geld ist keines vorhanden, da Lores Mutter das Haus bereits der Bank überschrieben hatte. Die drei verkaufen ein paar Sachen, um das Geld zusammenzubekommen, letztlich gelingt es ihnen nicht. Am Tag der Eröffnung beendet die vermietende Immobilienfirma den Vertrag, da weder Zahlungen geleistet wurden, noch eine Bewilligungsbeleg über Fördermittel vorliegt.
Hilde gesteht sich die Niederlage ein. Als aufgrund der Werbung allerdings interessierte Kunden kommen, ermutigen ihre Freundinnen, Ronnie und auch Tommie und Familie Hilde die Gunst der Stunde zu nutzen. Mit vereinten Kräften organisieren sie einen alten Imbissbus, den sie trotz einer Panne vor die Kantine stellen. Hildes Burger sind ein großer Erfolg und die Lage zwischen Autobahn und Ort ist strategisch optimal. Tommie spricht sich mit Hilde aus und sagt, dass er sie als stiller Teilhaber bei diesem Familienprojekt unterstützen wird.

## Produktion
Der Film wurde vom 18. Mai 2021 bis zum 17. Juni 2021 in Berlin, Brandenburg und Mecklenburg-Vorpommern gedreht. Als Stadt wurde Pasewalk im Landkreis Vorpommern-Greifswald ausgewählt, auch mit der Intention, der Unterrepräsentation des Ostens im deutschen Fernsehprogramm etwas entgegenzusetzen.

## Soundtrack
Für den Soundtrack wurden unter anderem folgende Songs verwendet:
- First Aid Kit (My Silver Lining)
- 17 Hippies (Mad Bad Cat)
- Flo (Para Que Tu Me Oigas)
- Jakeb (Me Time)
- Bella Ciao (Bella Ciao)

## Rezeption

### Kritiken
Das Lexikon des internationalen Films befindet über den Film kurz: „Sozialkomödie nach einschlägigen Vorbildern“.
Bei tittelbach.tv gibt Kritiker Rainer Tittelbach dem Film insgesamt 4,5 von 6 Sternen. Der Kritiker lobt, dass sich Darstellung der Probleme und auch die Zeichnung der Charaktere deutlich von den zahlreichen deutschen Schönwetter-Dramödien abhebten. Die stimmig gestalteten Charaktere seien bestens besetzt, hätten Ecken und Kanten und würden beim Publikum nicht um Sympathiepunkte buhlen. Ihr Verhalten entspreche keinem Genre, sondern vielmehr der Realität. Die Ehekonstellation der Protagonistin sei dramaturgisch und psychologisch schlüssig – „Da haben sich zwei gefunden“.
Oliver Armknecht ist bei dem Film kritischer und kommt in seiner Besprechung bei film-rezensionen.de auf insgesamt 4 von 10 Punkten. Er bemängelt einerseits die Ausweisung des Films durch den Sender als Komödie, das Publikum habe aber kaum etwas zum Lachen. Andererseits werde nie ganz klar, warum man mit der Protagonistin mitfiebern sollte. Sie sei „rechthaberisch und übergriffig, belügt alle, nimmt ihrem Mann auch schon mal etwas weg, das ihm viel bedeutet, um damit ihren eigenen Traum zu finanzieren“. Dem Film fehle der rote Faden, zwischendurch würden immer wieder Verhältnisse zwischen den Figuren in den Fokus treten. Sie seien aber nicht sonderlich interessant und fänden keinen wirklichen Abschluss – Konflikte würden „nicht aufgearbeitet, sondern zum Schluss einfach unter den Teppich gekehrt oder schlichtweg ignoriert.“ Der Film bleibe trotz guter schauspielerischer Leistungen weit unter den Möglichkeiten zurück, obwohl er durchaus Punkte habe, die eine weitere Betrachtung verdient gehabt hätten.

### Einschaltquoten
Die Erstausstrahlung des Films am 11. November 2022 wurde in Deutschland von 3,36 Millionen Zuschauern gesehen und erreichte einen Marktanteil von 12,6 % für Das Erste.